# Basilica di Santa Cristina
La Basilica di Santa Cristina è una basilica cattolica di Bolsena, provincia di Viterbo, nel Lazio, nota per essere il luogo dove avvenne il miracolo eucaristico del 1263, raffigurato nell'affresco Messa a Bolsena di Raffaello nel Palazzo Vaticano. È anche luogo di sepoltura della martire e santa Cristina di Bolsena.

## Storia

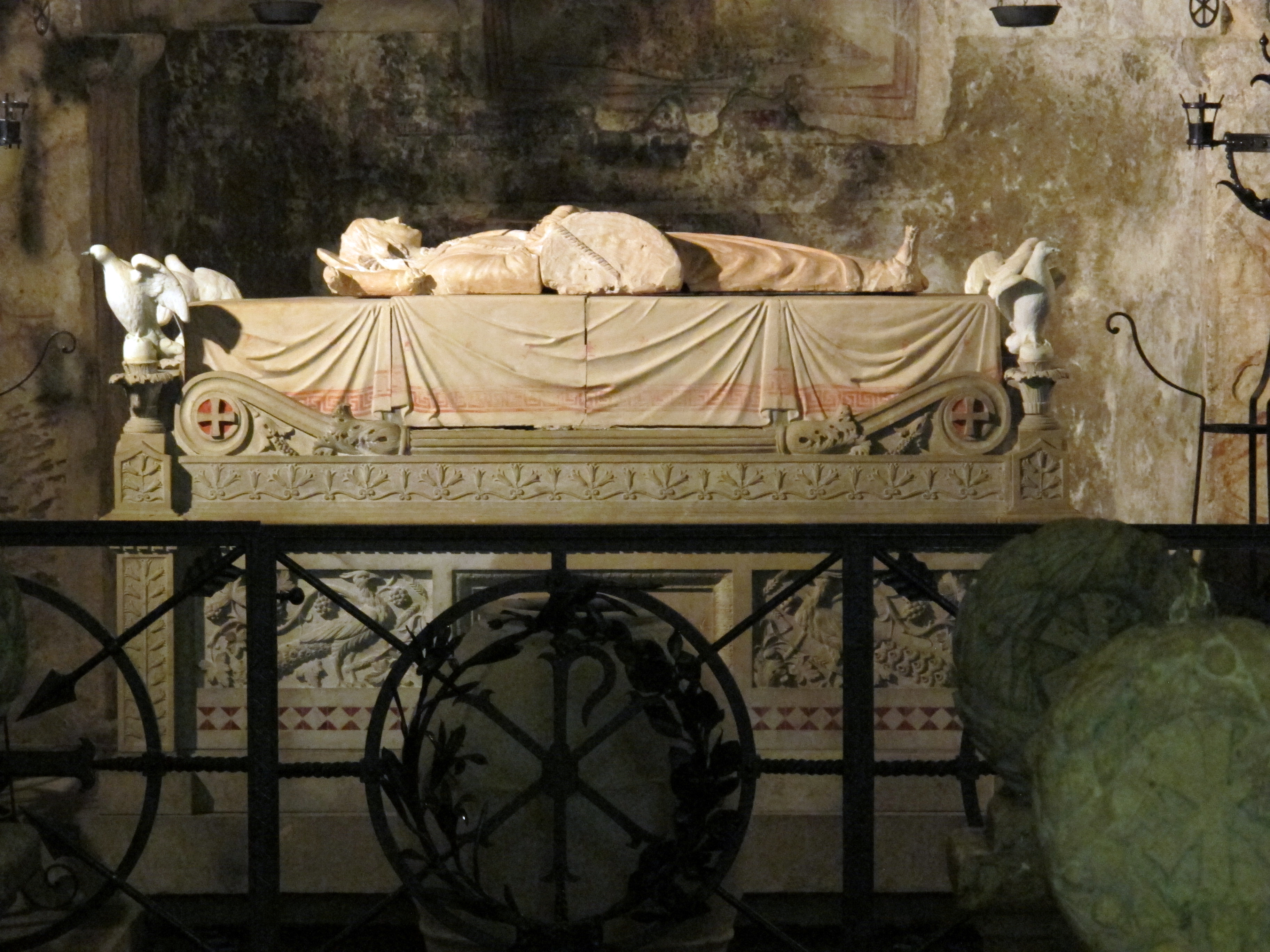
La Tomba di Santa Cristina con la scultura del Buglioni.

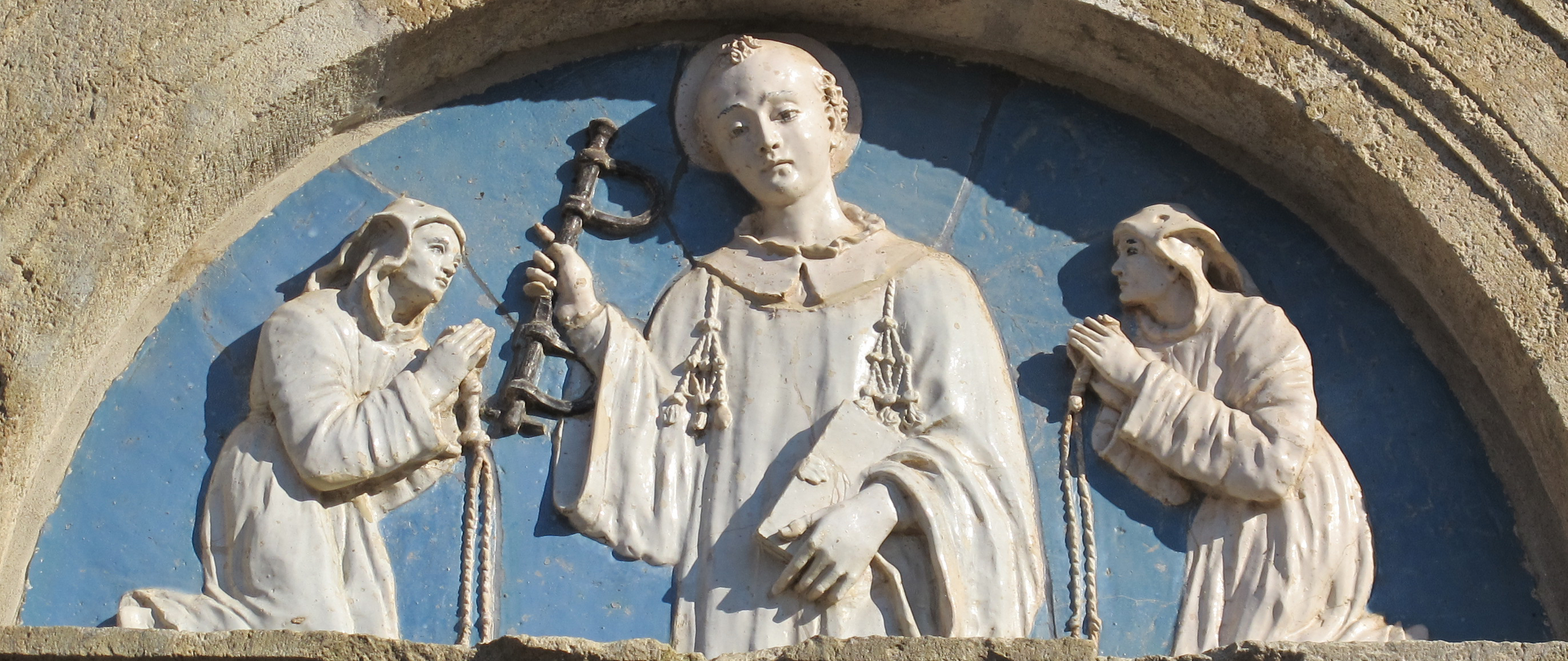
Lunetta del portale d'ingresso del Buglioni

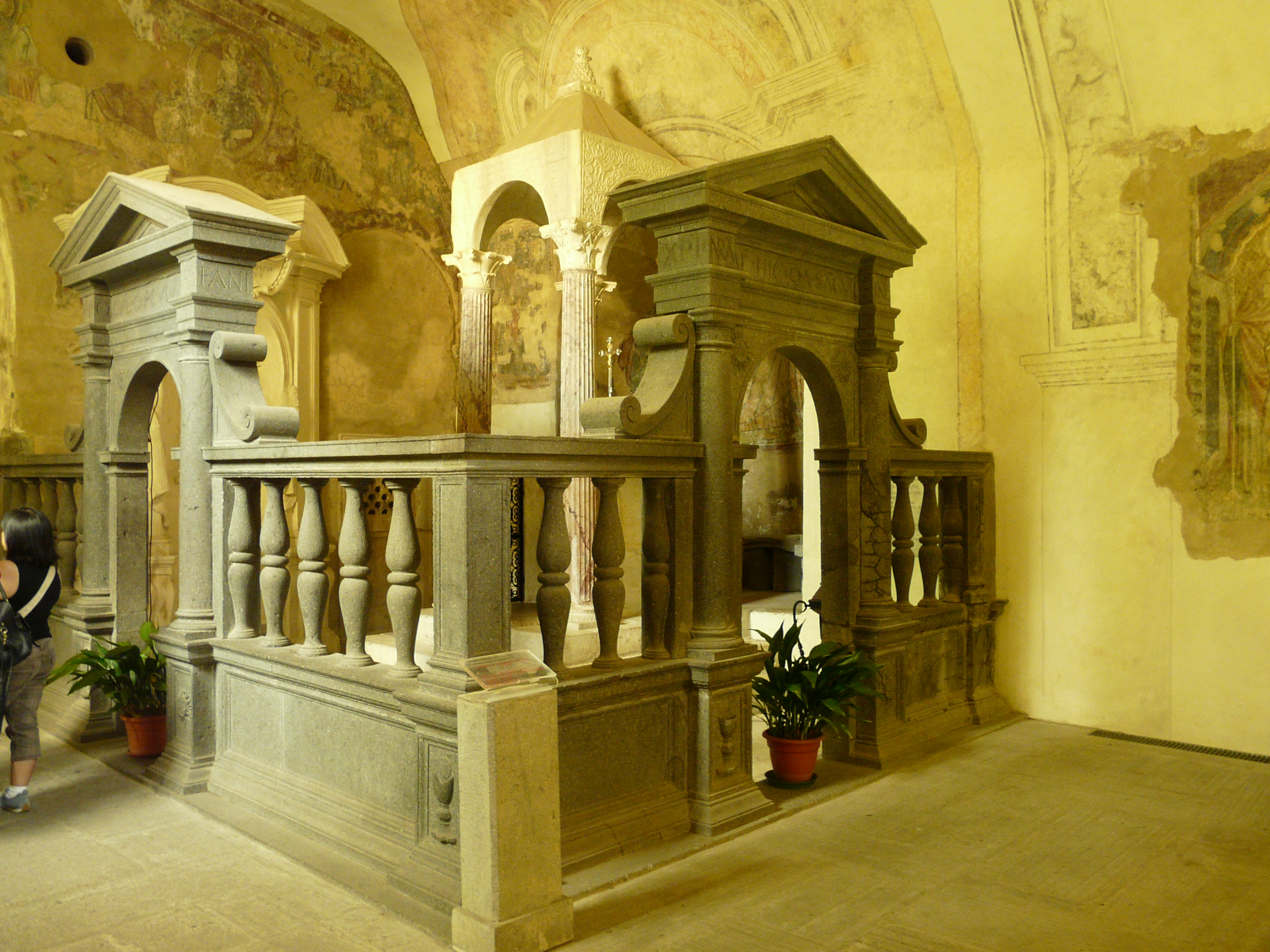
Altare del Miracolo all'interno della Grotta di Santa Cristina

La chiesa fu consacrata da Papa Gregorio VII nel 1077. La facciata fu commissionata da Papa Leone X, e completata nel 1492-1494 su progetto di Francesco e Benedetto Buglioni. I due portali hanno lunette policrome degli artisti fiorentini, nello stile dei Della Robbia. A sinistra della facciata si trova l'ingresso esterno tardo barocco della Cappella del Miracolo. L'alto campanile duecentesco presenta bifore romaniche.

## Interno
L'interno è a tre navate e presenta affreschi dal XIV al XVI secolo. L'altare maggiore ha un polittico (1450 circa) di Sano di Pietro.
A destra della navata ci sono due cappelle. La prima è la Cappella del Santissimo Sacramento con tabernacolo del Buglioni. La seconda cappella, dedicata a Santa Lucia, ha affreschi quattrocenteschi di Giovanni Andrea de Ferrari e un busto della santa di Buglioni.
A sinistra della navata, tramite un portale in marmo, si accede alla Cappella del Miracolo (eucaristico). La cappella è ora racchiusa in una grande cappella in stile tardo barocco a sinistra della chiesa con cupola cilindrica, progettata da Tommaso Mattei nel 1693. La facciata fu completata nel 1863 da Virginio Vespignani. La pala dell'altare maggiore raffigura il miracolo, dipinto da Francesco Trevisani. Sotto il dipinto, sull'altare, è stata creata una cornice dorata (1940) per contenere la pietra macchiata di sangue, presumibilmente una reliquia del miracolo. La stessa Eucaristia è esposta nel Duomo di Orvieto.
Accanto a questa cappella si trova l'ingresso alla Grotta di Santa Cristina, che custodisce sepolture paleocristiane. La cappella ha una balaustra che protegge l'attuale altare del miracolo. La cappella ha un'icona in terracotta della santa adagiata a fianco della roccia usata per tentare di compiere il suo martirio all'età di 11 anni, opera di Benedetto Buglioni. C'è anche un muro presumibilmente con le impronte della santa dal suo mancato annegamento. Sotto la statua Buglioni si trova il sarcofago del IV secolo che conteneva le reliquie della santa.